# Оде, Надежда Ивановна

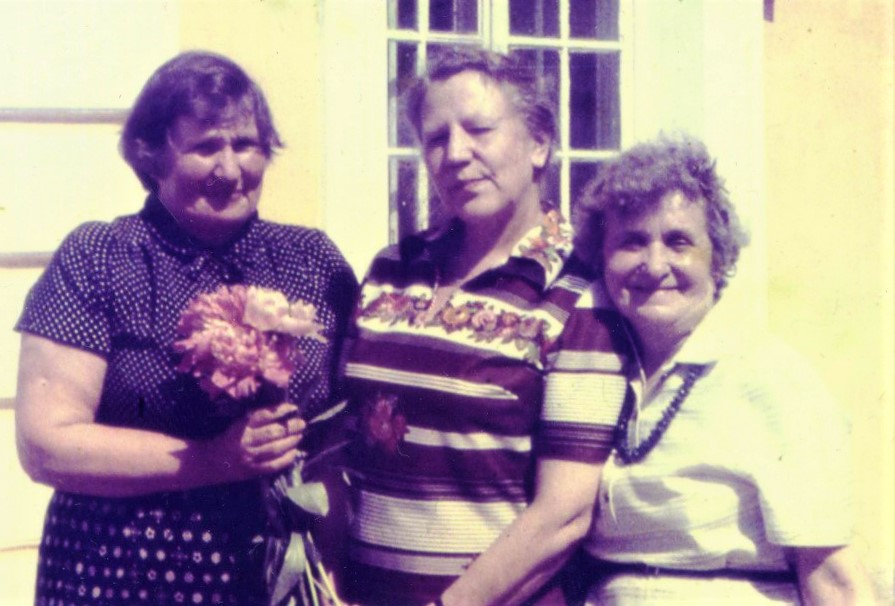
Н. И. Оде с подругами: Р. Д. Люлиной (историк, сотрудник КГИОП) и Е. В. Казанской (архитектор).

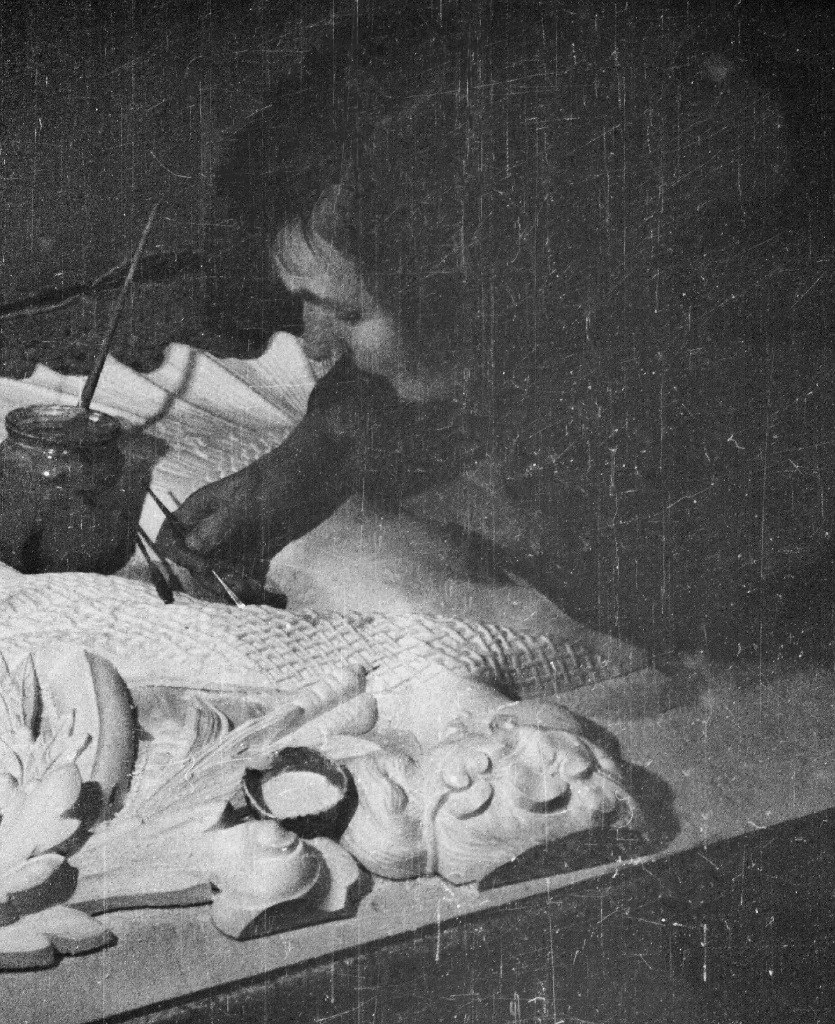
Реставрация перильного ограждения Литейного моста в 1966-1967 гг

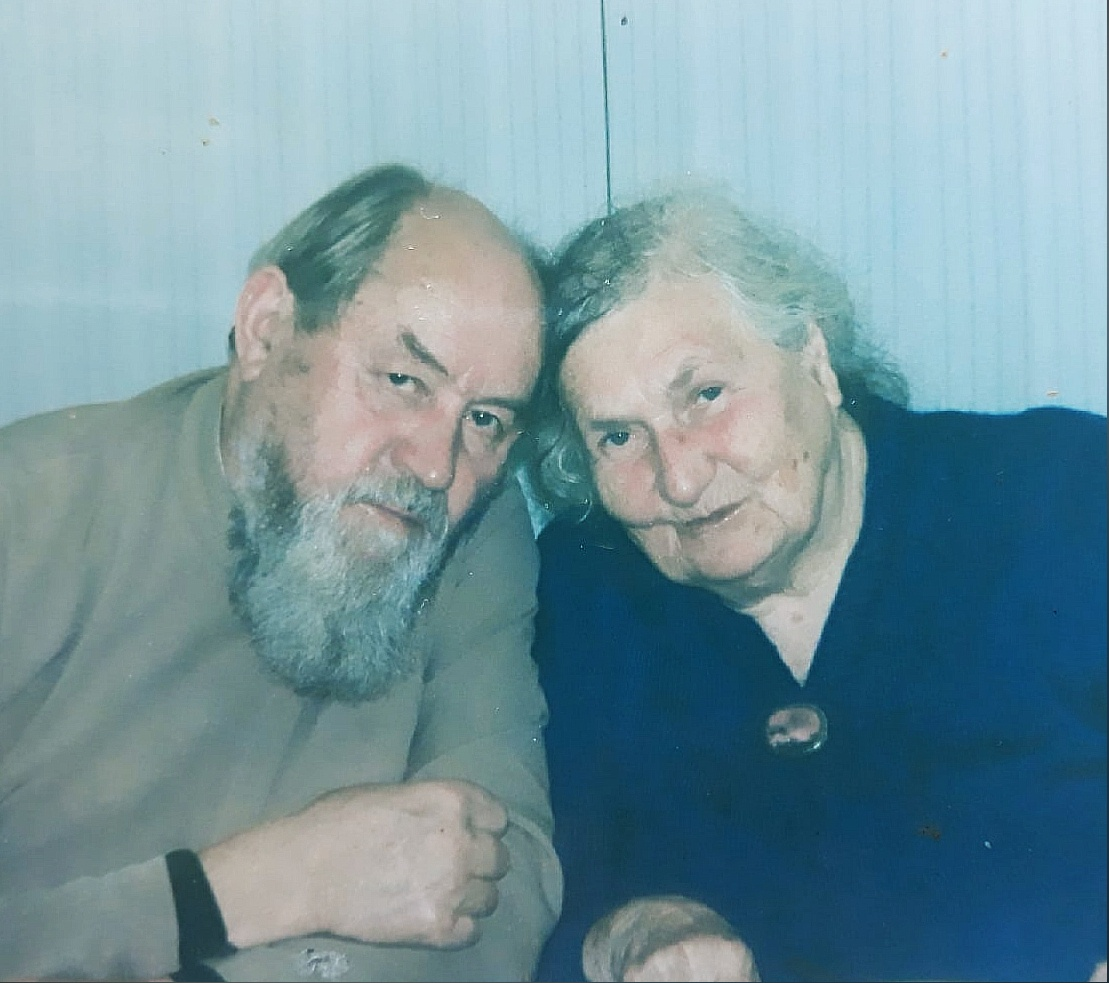
С духовным отцом, протоиереем Василием Ермаковым

Надежда Ивановна Оде (урожд. Смирнова; 15 июня 1926 — 30 апреля 2009, Санкт-Петербург) — скульптор-реставратор; лауреат Ленинской премии (1986); член Союза художников, член Союза реставраторов Санкт-Петербурга.

## Биография
В 1947 году с отличием окончила Ленинградское высшее художественно-промышленное училище. В период учёбы участвовала в восстановлении Театра имени С. М. Кирова, Павловского дворца.
Работала в Ленинградских реставрационных мастерских (НПО «Реставрация»). Мастер декоративной лепки, создала модели для воссоздания декоративного оформления интерьеров ленинградских дворцов. Участвовала в восстановлении Елагина и Шуваловского дворцов, Нарвских ворот, Летнего дворца Петра I, Китайского дворца в Ораниенбауме, Смольного, Русского музея. С 1964 года более 40 лет работала на восстановлении дворцово-паркового ансамбля в Петергофе: воссоздавала резной и лепной декор в Большом дворце (Тронный, Чесменский и Портретный залы, Белая столовая, Дубовый кабинет, китайские кабинеты, камин в спальне Петра I, панно Парадной лестницы и в Петровском кабинете, воссоздание дивана в Куропаточной гостиной), в Монплезире, Марли, Екатерининском корпусе.
Член секции реставрации Петербургского Союза художников. Является одним из учредителей Академии сохранения и восстановления культурного наследия (2006).

### Семья
Муж — Оде Отто Карлович (1928—1995), художник-реставратор
Сын — Оде Александр Оттович (1955—2020), художник-реставратор, супруга — Оде Марина Николаевна, историк
Внучки и внук:
- Оде Екатерина Александровна (1988 г.р.)
- Штразбург (Оде) Варвара Александровна (1989 г.р.)
- Оде Александр Александрович (1995 г.р.)

Правнук и правнучки:
- Штразбург Елизавета Сергеевна (2015 г.р.)
- Штразбург Виктория Сергеевна (2017 г.р.)
- Штразбург Даниил Сергеевич (2023 г.р.)
- Моно Антон Марсель Александр Жан ( 2024 г.р.)

Сёстры — Вахлакова (Смирнова) Софья Ивановна, Борисова(Смирнова) Анна Ивановна
Брат — Анатолий Иванович Смирнов (1924—1998), профессор живописи Академии художеств.

## Награды
- Ленинская премия в области искусства (1986) — за восстановление дворцово-парковых ансамблей пригородов Ленинграда[1][10].
- Золотая медаль ВДНХ — за модели решёток Литейного моста (Ленинград).
- Почётная грамота Комитета по государственному контролю, использованию и охране памятников истории и культуры (2006) — за значительный вклад в сохранение исторического и культурного наследия Санкт-Петербурга[11].